# Piotr Borowski
Piotr Borowski, nome d'arte di Piotr Mostafa (Libia, 8 marzo 1977), è un attore polacco.

## Biografia
Nato in Libia da padre iracheno e da madre polacca, ivi frequenta la scuola italiana, per poi frequentare il liceo scientifico di Varsavia una volta rientrato al seguito della famiglia in Polonia. Dal 1996 al 2000 ha studiato all'Accademia Teatrale di Varsavia e nel 2002 ha frequentato per un solo semestre l'Accademia Teologica Cristiana. 
Nel repertorio teatrale si prodiga in una vasta gamma di ruoli, mentre per i film si presta per lo più come attore caratterista. Appartiene alla categoria degli attori polacchi più abili nei ruoli sportivi e di lotta poiché pratica muay thai, ju jitsu, capoeira, pattinaggio, karate, nuoto, scherma, tennis, windsurf e vela. Fino al 2002 era accreditato con il suo vero nome, e suo fratello minore, Marcin Mostafa, è un architetto e designer di Varsavia.
Tra il 2002 e il 2004 ha partecipato e vinto ad una staffetta per il Teatro Nazionale di attori. Nel 2007 vince la gara di spari "Bileteria - Shots Star" a Danzica, organizzato da Iwona Guzowska in beneficenza alla "Casa del bambino piccolo". Sempre nel 2007 vince la gara automobilistica Ssangyong Cup a Sopot, organizzata sempre da Iwona Guzowska.

## Filmografia
- Skok, di Piotr Starzak (1999) nel ruolo di Marian
- Quo vadis? (2001) nel ruolo di Pitagoras
- Kasia i Tomek, seconda serie (2003) nel ruolo di Muhamed
- Superprodukcja (2002) nel ruolo del delegato caucasico
- Powiedz to, Gabi (2003) nel ruolo del meccanico
- Dziki (2004) nel ruolo di Bośniak
- Pitbull, (2005) nel ruolo di Zoro Szembeka
- Tango z aniołem (2005-2006) nel ruolo di Wajs
- PitBull (2005) nel ruolo di Zoro Szembeka
- Terytorium , di Łukasz Jaworski (2006) (film indipendente)
- Francuski numer (2006) nel ruolo di Sergiej
- Skorumpowani (2007) nel ruolo di Andriej
- Fala zbrodni (2006-2008) nel ruolo di Rafael Ribeiro
- Lejdis (2008) nel ruolo di Portugalczyk
- Plebania (2008) nel ruolo di Kamil
- Trzeci oficer (2008) nel ruolo di Daoud
- Siedem minut di Maciej Odoliński (2009)
- Barwy szczęścia (2009) nel ruolo di Antonio Casalli[7]
- Naznaczony (2009) nel ruolo di Afgan
- Handlarz cudów di Bolesław Pawica (2010) nel ruolo di Czarny